# مهرجان تورونتو السينمائي الدولي
مهرجان تورنتو الدولي السينمائي (TIFF) هو مهرجان أفلام يعقد سنويا في سبتمبر في تورونتو، أونتاريو، كندا. يبدأ المهرجان ليلة الخميس بعد عيد العمال (أول يوم اثنين في سبتمبر في كندا) ويستمر لمدة أحد عشر يوما، على الرغم من ليلة الاحتفال الختامي مساء يوم العاشر (السبت الثاني). ويتم مشاهدة ما بين 300-400 في حوالي 37 فيلما الشاشات في أماكن وسط مدينة تورونتو.

## روابط خارجية
- مهرجان تورونتو السينمائي الدولي على موقع IMDb (الإنجليزية)
- مهرجان تورونتو السينمائي الدولي على موقع الموسوعة البريطانية (الإنجليزية)
- مهرجان تورونتو السينمائي الدولي على موقع ميوزك برينز (الإنجليزية)